# Pont des Chouans
Le pont des Chouans (dit aussi pont neuf ou pont Saint-Jean) est un pont situé dans le département français des Deux-Sèvres, franchissant le Thouet entre Thouars et Saint-Jean-de-Thouars.

## Historique

### Construction
Construit au XIIIe siècle, ce pont a vocation à remplacer le pont Saint-André (qui était un pont de pierre du siècle précédent) afin de relier Thouars à Saint-Jean-de-Bonneval par l'est.

### Fortification
Ce pont est fortifié au XVe siècle et complété par une tour-porte en son centre nommée la porte Maillot.

### Guerre de Vendée
Tour-à-tour appelé pont Saint-Jean puis pont-neuf, l'édifice est finalement renommé « pont des Chouans » à la suite du passage des armées vendéennes lors de la bataille de Thouars de mai 1793.

### Seconde Guerre mondiale
Durant la Seconde Guerre mondiale, le pont est partiellement détruit par les troupes allemandes le 29 août 1944 à l'aide d'explosifs.

### Restauration
Le pont connait deux restaurations : en 1984 puis en 2022 (année où les garde-corps et le platelage sont restaurés).

## Description
Le pont des Chouans est un pont en arc d'une longueur d'environ 120 m et doté de deux arches.
Les piles du pont sont protégées à l'amont par des avant-becs triangulaires chaperonnés en glacis pyramidaux légèrement plus larges que les piles. À l'aval, les piles sont renforcées par des arrière-becs rectangulaires talutés.

## Localisation
Le pont est situé dans le département français des Deux-Sèvres, sur le territoire de la commune de Thouars. Il franchit le Thouet au sud de la commune et permet de relier Saint-Jean-de-Thouars.

## Protection
L'édifice est classé au titre des monuments historiques depuis le 12 septembre 1938.

## Galerie

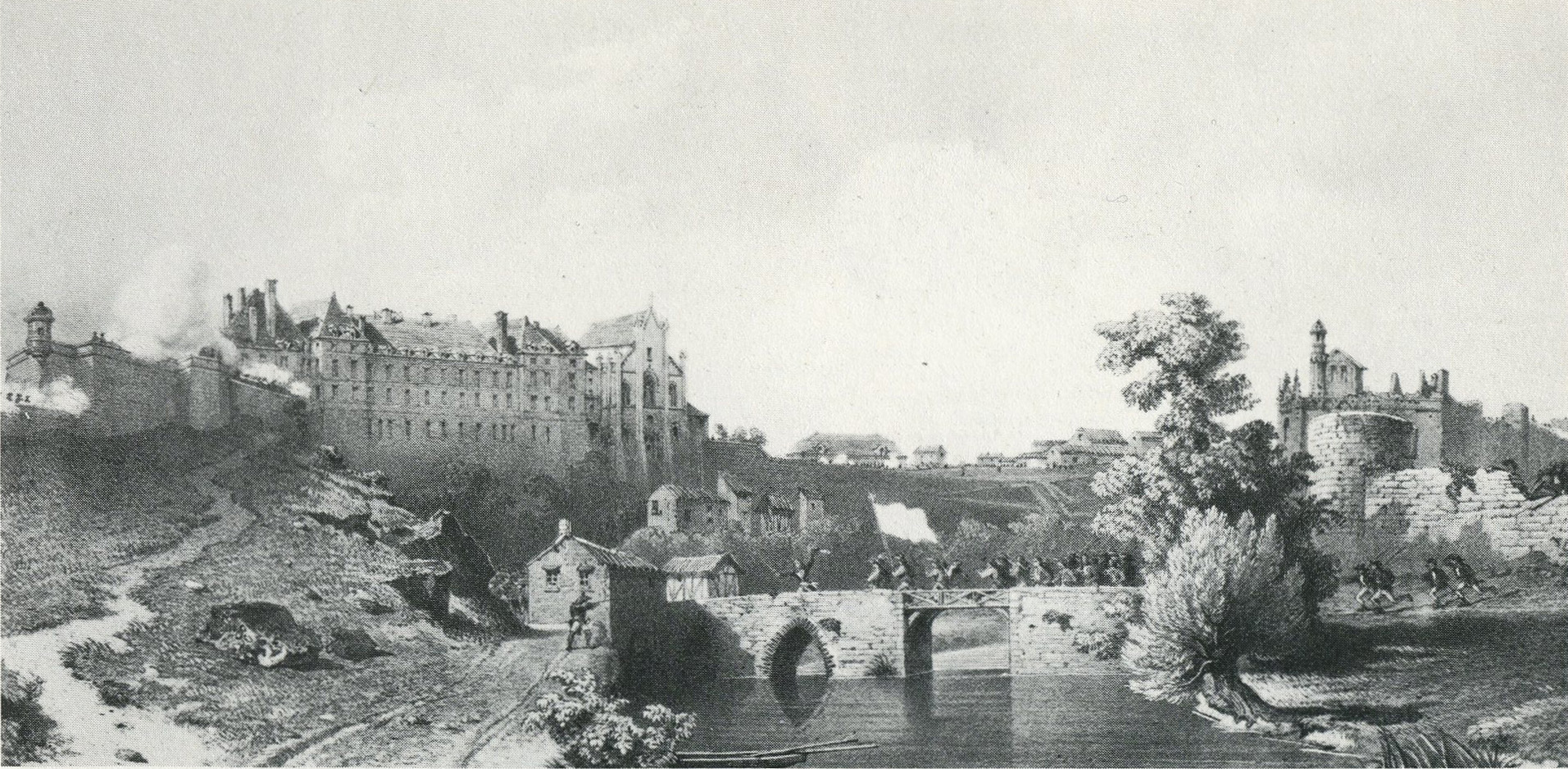
Vue de Thouars, gravure de Thomas François Drake, vers 1850.
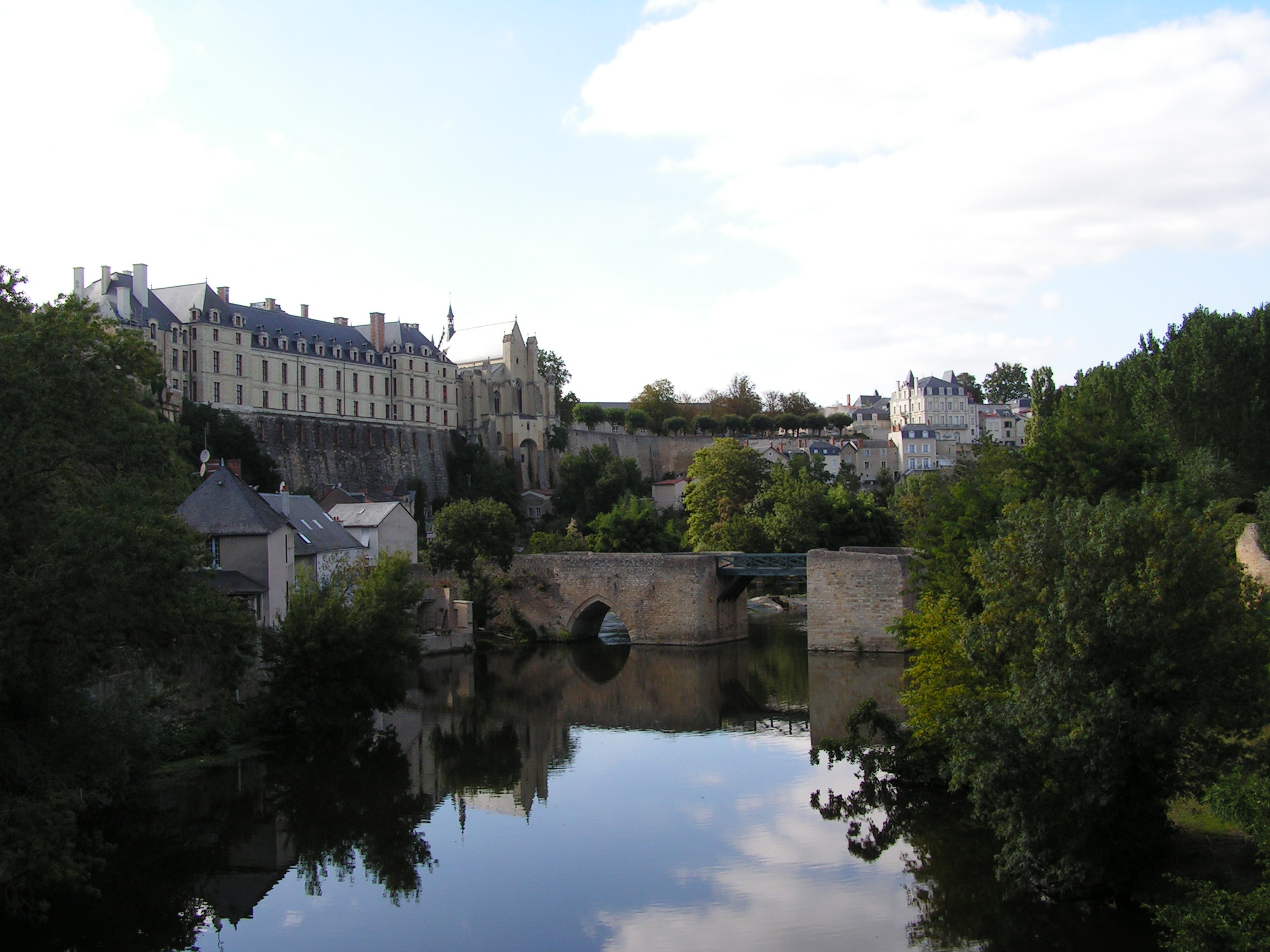
Le pont des Chouans en 2007, enjambant le Thouet, en contrebas du château des ducs de La Trémoille.
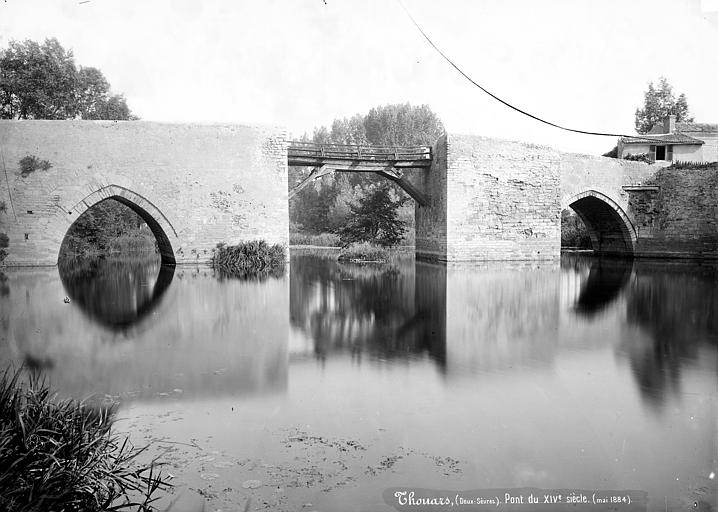
Photographie du pont des Chouans prise en 1884 par Séraphin-Médéric Mieusement.